# Hyalyris munda
Hyalyris munda är en fjärilsart som beskrevs av Fox 1943. Hyalyris munda ingår i släktet Hyalyris och familjen praktfjärilar. Inga underarter finns listade i Catalogue of Life.